# Ultimaker Cura
UltiMaker Cura (ou plus simplement Cura) est un logiciel libre de découpe (slicer en anglais) pour impression 3D fourni par la société Ultimaker. Il a été créé par David Braam qui a ensuite été employé par Ultimaker, une société de fabrication d'imprimantes 3D, pour maintenir le logiciel. 

## Historique
Cura est disponible sous licence LGPLv3. Cura a été initialement publié sous la licence open source Affero General Public License version 3, mais le 28 septembre 2017, la licence a été modifiée en LGPLv3 . Cette modification a permis une plus grande intégration avec les applications CAO tierces. Le développement est hébergé sur GitHub. Ultimaker Cura est utilisé par plus d'un million d'utilisateurs dans le monde, gère 1,4 million de travaux d'impression par semaine et est le logiciel d'impression 3D préféré pour les imprimantes 3D Ultimaker, mais il peut également être utilisé avec d'autres imprimantes.

## Spécifications techniques

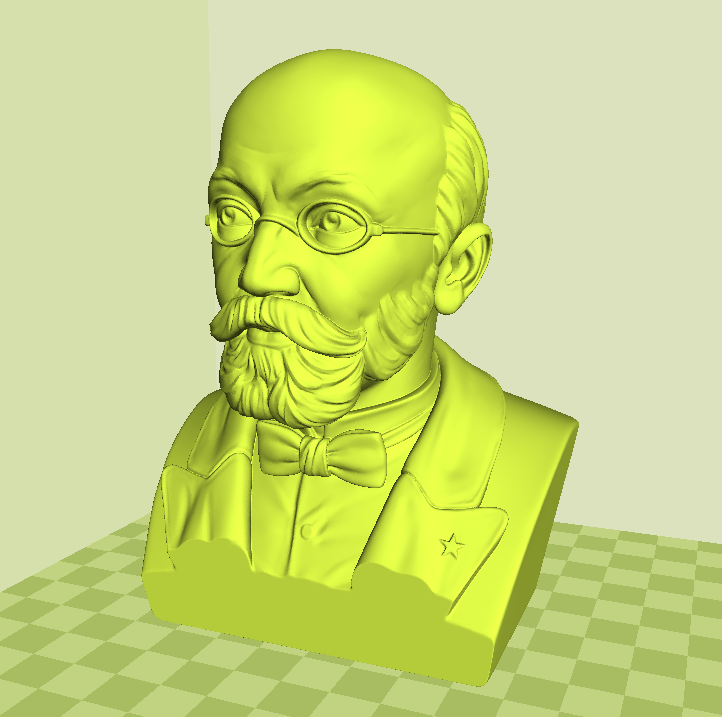
Vue d'un buste de Zamenhof importé dans Cura

Ultimaker Cura fonctionne en découpant le fichier modèle de l'utilisateur en couches et en générant un G-code spécifique à l'imprimante. Une fois terminé, le G-code peut être envoyé à l'imprimante pour la fabrication de l'objet physique.
Le logiciel open source, compatible avec la plupart des imprimantes 3D de bureau, peut fonctionner avec des fichiers dans les formats 3D les plus courants tels que STL, OBJ, X3D, 3MF (en) ainsi que des formats de fichier image tels que BMP, GIF, JPG et PNG.